# Tim Flowers
Timothy David Flowers (* 3. února 1967 Kenilworth) je bývalý anglický fotbalový brankář. Reprezentoval Anglii v letech 1993–1998, sehrál za ni 11 zápasů a získal s ní bronz na mistrovství Evropy roku 1996. Krom toho se zúčastnil mistrovství světa 1998. S Blackburn Rovers vyhrál Premier League v sezóně 1994–95. Hrál za Blackburn v letech 1993–1999. Dále působil v klubech Wolverhampton Wanderers (1984–1986), Southampton FC (1986–1993; při tom hostování ve Swindon Town) a Leicester City (1999–2003; při tom hostování ve Stockport County, Coventry City a Manchesteru City). V současnosti je trenérem, od roku 2020 vede Barnet FC.